# Военная реформа 1925 года
Военная реформа 1925 года — преобразования в Вооружённых Силах СССР для приведения их в соответствие с условиями мирного времени и экономическими возможностями государства после окончания Гражданской войны.

## Подготовка
В начале 1924 года Комиссия ЦК РКП(б) во главе с В. В. Куйбышевым, а позднее — С. И. Гусевым, проинспектировав Вооружённые Силы, сделала вывод, что в существующем виде они небоеспособны. В феврале 1924 года пленум ЦК РКП(б) принял решение о проведении военной реформы и обновлении военного руководства. Общее руководство проведением   реформы возлагалось на РВС СССР (председатель — Л. Д. Троцкий, с 26 января 1925 года — М. В. Фрунзе, с 6 ноября 1925 года — К. Е. Ворошилов).

## Направления
Главными направлениями реформы стали:

- переход к смешанной системе построения Вооружённых Сил (сочетание кадровой системы и территориально-милиционной системы) и единоначалию;

- реорганизация системы подготовки военных кадров; создание национальных воинских формирований;

- перестройка аппарата военного управления; 

- изменение структуры и системы работы органов военного тыла.

## Ход

### Юридическая база
Закон СССР «Об обязательной военной службе» (1925) юридически закрепил переход к строительству армии и флота на смешанной основе. Он устанавливал всеобщую обязательную военную службу (включая 2-летнюю допризывную подготовку) граждан мужского пола от 19 до 40 лет: 2–4 года в частях кадровой армии; учебные сборы продолжительностью 8—12 месяцев за 5 лет — в территориальных частях. Было создано 3 самостоятельных органа военного управления: Штаб РККА, Главное управление РККА и Инспекторат РККА.

### Реорганизация
Была реорганизована система военно-профессионального образования, вместо 3—6-месячных курсов подготовки военных кадров создана сеть военно-учебных заведений.
Существенно изменился состав Революционного Военного Совета СССР: Л. Д. Троцкий и его сторонники были вытеснены с руководящих военных постов, их место заняли сторонники И. В. Сталина. Также была упразднена должность главнокомандующего, Политическое управление РВС СССР преобразовано в Политическое управление РККА на правах отдела ЦК РКП(б), что радикально укрепило позиции политорганов в войсках.

## Итоги
В ходе реформы Вооружённые Силы были приведены в соответствие с новыми политическими условиями в стране, возможностями экономики и уровнем развития военной науки и техники.
Введение смешанной системы устройства Вооружённых Сил, несмотря на определённые недостатки (главные из которых — недостаточная боевая подготовка территориально-милиционных формирований), позволило при меньших затратах на их содержание иметь небольшую кадровую армию, обеспечивавшую безопасность страны в мирное время, а в случае войны быстро мобилизовать крупные военные силы.